# John Lyons (taalkundige)
John Lyons (Manchester, 23 mei 1932 – Vichy, 12 maart 2020) was een Britse taalkundige. 

## Loopbaan
Hij volgde middelbaar onderwijs aan de scholen in Manchester en Cambridge, waar hij van 1961 tot 1964 ook in dienst was. Van 1964 tot 1984 was hij hoogleraar in de taalwetenschap aan de universiteiten van Edinburgh en Sussex. Daarna was hij gedurende vijftien jaar directeur van het college Trinity Hall in Cambridge tot aan zijn pensioen in 2000. Met name op het gebied van de vergelijkende taalwetenschap en de semantiek verrichtte Lyons baanbrekend onderzoek.
Hij was na zijn pensioen woonachtig in Frankrijk. Sir John Lyons overleed in 2020 op 87-jarige leeftijd.